# Joseph Haïm Sitruk
Pour les articles homonymes, voir Sitruk.
Joseph Haïm Sitruk, né Joseph Sitruk le 16 octobre 1944 à Tunis et mort le 25 septembre 2016 à Neuilly-sur-Seine, est un rabbin français. Il est grand-rabbin de France pendant trois mandats consécutifs, de janvier 1988 à décembre 2008.
Issu du judaïsme séfarade, il a été pendant ses mandats le guide spirituel de la communauté juive d'Europe la plus nombreuse,. Conformément à une tradition juive, le prénom Haïm (signifiant « vie ») a été ajouté à son nom en 2001 dans l'espoir d'une guérison après l'accident vasculaire cérébral dont il est victime.

## Biographie

### Parcours
Né en 1944 à Tunis de Jacques Isaac Sitruk et Emma Portugais, Joseph Sitruk est le deuxième d'une fratrie de cinq enfants : son frère aîné, Sion Jean Claude Sitruk (1942-2022), est le père de l'acteur Olivier Sitruk. Viennent ensuite Gisèle Cohen-Scali, née en 1946 ; Sylvia Maruani, née en 1948, puis Pierre Alain Hai Sitruk (1950-2007). 
Joseph découvre le judaïsme lors de son passage aux Éclaireuses et éclaireurs israélites de France (EI) qu'il fréquente à Nice à partir de février 1959. Il y apprend l'hébreu, fait ses premiers pas dans l'exploration de la tradition juive et connaît sa première expérience de prise de responsabilité au service de la communauté juive. C'est également aux EI qu'il rencontre celle qui deviendra plus tard sa femme, Danielle Azoulay.
Constatant ses capacités de leader et son envie de judaïsme, le rabbin de Nice Saül Naouri l'encourage à devenir rabbin. Il choisit alors d'entrer au Séminaire israélite de France en 1964, accompagné de deux autres EI niçois : les futurs rabbins Bismuth et Hassoun. Ils logent la première année à l'école Gilbert Bloch d'Orsay, créée après la guerre par Robert Gamzon et vivier de futurs cadres communautaires. Pendant ses études rabbiniques, il poursuit son engagement scout en assumant la formation des cadres au niveau national.
En 1969, il part passer quelques mois en Israël afin d'étudier à la yechiva Cheerit Yossef à Be'er Ya'akov dirigée par le rav Nissim Toledano qui devient son maître. En Israël, il est plus sensible à l'approche cartésienne du judaïsme lituanien qu'à celle du judaïsme hassidique. Il rentre en France en 1970 pour y devenir rabbin à Strasbourg à partir d'avril 1970.
Il est d'abord aumônier de la jeunesse, avant de devenir l'adjoint du grand-rabbin de Strasbourg, Max Warchawski.
En 1975, le rabbin Joseph Sitruk succède à Israël Salzer au poste de grand-rabbin de Marseille. Il contribue au développement et à la réforme de cette communauté, mouvement initié quelques années auparavant par des personnalités comme Simon Zouaghi ou Nessim Chamla. Le consistoire phocéen s'occupe davantage des questions sociales ou religieuses. On voit alors apparaitre épiceries, centres communautaires, écoles, centres sociaux.
Le juin 1987, il est élu pour occuper la charge de grand-rabbin de France à partir du 1er janvier 1988. Il est ensuite réélu pour deux autres mandats de sept ans chacun en 1994. Il est notamment à l'initiative des différents Yom Hatorah (au Bourget et au parc floral de Paris), événements qui ont réuni des milliers de personnes.
Présent à Carpentras le 13 mai 1990 pour l'affaire de la profanation du cimetière juif, il veut marquer un avant et un après Carpentras.
Dans les années 1990, il crée à Neuilly-sur-Seine où il habite, hors le Consistoire central, le centre Alef, centre communautaire strict quant à la halakha qui correspond mieux à sa conception du judaïsme que la synagogue consistoriale de Neuilly. Ce centre est, depuis 2009, dirigé par le rabbin Ariel Gay, gendre du grand rabbin Sitruk.
Ami de Jacques Chirac, il lui rend visite en 2001 lors de l'accident vasculaire cérébral (AVC) du chef de l'État. Il a lui-même été victime d'un AVC cette année-là, à la suite de quoi le prénom Haïm (signifiant « vie ») a été ajouté à son nom dans l'espoir d'une guérison, conformément à une tradition juive.
En 2007, il est élevé au rang de commandeur de la Légion d'honneur.
Début février 2008, il annonce son intention de briguer un quatrième mandat de grand-rabbin de France, alors que le grand-rabbin Gilles Bernheim se déclare aussi candidat,. Le 22 juin, ce dernier est élu pour lui succéder. Le mandat de sept ans de Bernheim prend effet le 1er janvier 2009.
Il meurt le 25 septembre 2016 à Neuilly-sur-Seine et est enterré le lendemain au cimetière du mont des Oliviers à Jérusalem.

## Distinctions
- Commandeur de la Légion d'honneur
- Commandeur de l'ordre national du Mérite (nommé en 2003[15])
  - Officier du 1er juillet 1996[15]

### Famille
De son mariage le 16 décembre 1965 avec Danielle Azoulay sont issus dix enfants : Rebecca, Yacov, Hanel, Yekoutiel Mosche (1971-1971), Elie, Sarah, Ephraim, Esther, Isaac et Myriam.
Il est également l'oncle des comédiens Olivier Sitruk et Jules Sitruk. La psychiatre Rachel Bocher est sa petite nièce.

## Prises de position

### Contraception
Dans un entretien avec Norbert Attali, le grand-rabbin Sitruk prône la contraception féminine : 
« Voilà pourquoi la femme a droit à la contraception, mais pour que la contraception ne devienne pas qu'un moyen de confort ou l'expression d'un égoïsme, le recours à un avis rabbinique autorisé est toujours indispensable ». 
Dans le même entretien, il est beaucoup plus circonspect sur la contraception masculine et l'usage du préservatif qu'il n'accepte qu'en cas de risque pour la santé.

### Laïcité
Pour lui, « la laïcité n'est pas autre chose que cette reconnaissance de la liberté culturelle et religieuse des différentes communautés ».
En 1994, il critique ce qu'il estime être une « laïcité intolérante » et appelle les Juifs pratiquants à ne pas participer au second tour des élections cantonales, qui coïncidaient avec le premier soir de la fête juive de Pessa'h.

### Tribunaux rabbiniques
Il souhaite l'extension des tribunaux rabbiniques, les Beth Din, en France dont les compétences portent sur les mariages et divorces religieux, les conversions et la cacherout (règles alimentaires) et pourraient inclure les « conflits entre des personnes ». Il déclare : 
« J'aimerais que, lorsque deux juifs ont un conflit, ils prennent l'habitude d´aller au Beth Din » (Actualité juive). 
Il précise sa pensée dans un entretien au mensuel Tribune juive : 
« Je souhaite créer un tribunal rabbinique d’arbitrage au service de chacun. Il manque une « instance d’appel » pour les rabbins eux-mêmes, mais aussi pour ceux qui ont des conflits d’ordre économique. Nous devons apprendre à régler les problèmes entre nous ».

### Homosexualité
Le 2 juillet 1996, il affirme dans Le Figaro : 

« Accepter que des couples puissent se constituer autrement que dans la relation conjugale d'un homme et d'une femme, c'est aller contre l'équilibre naturel établi par Dieu. Sous couvert de démocratie, notre société tend à légiférer selon l'évolution des mœurs. […] Lorsque l'homme porte atteinte à la nature, il porte atteinte à Dieu et à lui-même[réf. à confirmer]. »

En 2006, à l'occasion de la sortie de son livre, Rien ne vaut la vie, lors d'un passage dans l'émission Tout le monde en parle sur France 2, interviewé par Thierry Ardisson, il déclare à propos de l'homosexualité : 
« C'est un échec du point de vue de l'égoïsme, parce que être homo, c'est-à-dire être du même sexe, c'est se replier sur soi. Je trouve que le mariage hétérosexuel est une expérience très enrichissante, très belle, et que d'abord être homosexuel c'est d'un égoïsme fou, puisque cela veut dire qu'après vous le monde s'arrête, pour ce qui est de la procréation. Et pour ce qui est de l'enrichissement mutuel, bien évidemment c'est ce que je viens de dire. »

En juin 2016, il déclare sur Radio J, à propos de la Marche des fiertés qui se déroulait à Tel-Aviv : 

« Israël, par cette manifestation, se trouve rabaissée au rang le plus vil. Je n'hésite pas à qualifier cette initiative de tentative d'extermination morale du peuple d'Israël. J'espère que les auditeurs écouteront mon appel au secours et réagiront de façon radicale à une telle abomination. »

Cette déclaration suscite une polémique, un an après l’assassinat de Shira Banki, poignardée à 16 ans par un Juif ultra-orthodoxe lors de la marche des fiertés de Jérusalem. Alain Beit, président de l’association juive et LGBT, Beit Haverim, proteste avec vigueur contre ces propos et organise le 29 juin 2016 à l’espace culturel et universitaire juif d’Europe un débat sur la place de l'homosexualité dans le judaïsme en présence du grand-rabbin de France Haïm Korsia. C'est finalement l'association SOS Homophobie qui, début septembre 2016, dépose plainte, sans constitution de partie civile, pour « incitation au crime en raison de l’orientation sexuelle »,,.

## Hommage
La ville de Neuilly-sur-Seine a donné le nom de Joseph H. Sitruk à l'une de ses places.

## Œuvres
- Diffusion en cassettes audio de ses cours donnés le lundi de 1990 à 2001 par l'association DVAR TORAH, puis en cd audio et en CD mp3, puis en téléchargement et en clé usb depuis le site www.dvartorah.org (1990-2020)
- Chemin faisant. Entretiens avec les journalistes Claude Askolovitch et Bertrand Dicale, Flammarion, 1999
- Rien ne vaut la vie, Bibliophane - Daniel Radford, 2006
- Pensée juive, tome I, retranscription de cours donnés à l'oral par les éditions Torah-Box, 2013
- Vision juive, tome III, retranscription de cours donnés à l'oral par les éditions Torah-Box, 2017
- La Famille juive, retranscription de cours donnés à l'oral par les éditions Torah-Box